# Skřipky
Skřipky jsou po domácku vyrobené housle neboli hudební nástroj, který v jihlavském jazykovém ostrově a některých přilehlých obcí zaznamenal ve své době nebývalý ohlas a stal se oblíbeným u nejširšího obyvatelstva – téměř padesát let po odeznění rozmachu skřipkařských muzik se dochovalo okolo stovky exemplářů nástrojů. 

## Historie
Nejstarší písemná zpráva o skřipkařích se váže k roku 1804, jako nejstarší vyobrazení známe svatební průvod z čáslavského kraje (štocké panství) doprovázející korunovační průvod v Praze roku 1836. Tyto primitivní housle, které svým hranatým tvarem připomenou středověkou fidulu, mnohé badatele, organology, přivedly na mylnou myšlenku, že jde o relikt středověku. (Měli bychom spíše užít termínu „zjednodušené“, neboť nejde o nástroj vývojově předcházející houslím. Tvar skřipek, byl záměrně devilionizován, aby bylo dosaženo maximální hlasitosti, za užití co nejjednoduššího výrobního postupu.)
Kolem roku 1815 se přistěhoval z Horní Lužice do Mirošova na Pelhřimovsku stolař Johann Bernesch (starší). V roce 1825 přizpůsobil tehdejší primitivní jihlavské skřipky lužickým „wulkym huslím“. Jeho nástroje se rozšířily po celém Jihlavsku a původní skřipky (oblejších tvarů) zcela vytlačily. Výroba skřipek se stala jeho hlavním zdrojem příjmů.
Největší sláva skřipkařů na Jihlavsku odezněla s větší oblibou hlasitých dechových hudeb (štrajch), velkou měrou mj. také odsunem původního německého obyvatelstva po druhé světové válce.

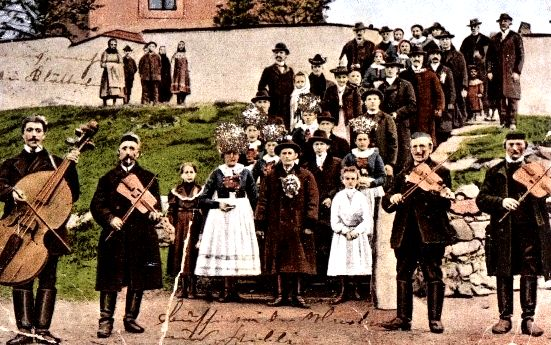
Skřipkařská kapela Stummer na svatbě

### Popis nástroje
Skřipky jsou dlabané z jednoho kusu javorového dřeva (hlavice, krk i korpus), vrchní smrková deska je klenuta do mírného půlkruhu a proříznuta dvěma obdélníkovými otvory. Unikátním rysem nástroje, je pak jeho specifický, skřípavý zvuk, kterého bylo dosaženo mj. zvláštní „zubatou“ kobylkou. Ploschperment – skřípácká basa, byla díky důmyslnému zařízení vybavena mechanickým „distorsion efektem“. Říkalo se mu „hra na sklo“. (Struníkem procházel šroub dotýkající se kulatého plíšku (tzv. sklíčko) na vrchní ozvučné desce nástroje.) Hráč si tento zvuk seřizoval jemným šroubováním (říkávalo se: "dávám tomu elektriku"). Čím víc bas drnčel, tím lépe. Bas má hráč položený na kolenou. Zkracování strun provádí "štípáním" mezi prsty levé ruky nad hmatníkem. Klasické obsazení skřipkařské kapely odpovídalo hudeckému modelu: dvoje malé husle (klarfiedel), kontra – velké husle (grobfiedel) a skřipkařský baset (ploschperment).

### Obsazení skřipkařského kvarteta
- malé husle – prim (klarfiedel)
- malé husle – druhé (klarfiedel)
- velké husle – kontra (grobfiedel)
- skřipkařský baset (ploschperment)

## Styl hudby
Tato muzika nemá v žádných jiných oblastech obdoby, a to hned z několika důvodů. Pro přednes hudby, jejíž příznačností je takzvaná "hra zplna". Jde zde převážně o lineární (souběžné) vedení a stejnou rytmickou fakturu všech hlasů, které je velmi blízké předklasické nástrojové hudbě (polyfonní styl, při čemž hudebníci hráli zpaměti!). První dyndák (hanlivě též skřípák) zdobil melodii "okorováním", druhé skřipky hrávaly v terciích, sextách nebo unisonu, "velký husle" zesilovaly melodii druhých houslí dvojhmaty a basa hrála základní harmonické tóny, občas i unisono s prvním hráčem. K další zajímavosti patří hra tušů, selských a svatebních pochodů s důsledným střídáním hry se zpěvem (archaický relikt).
Nástroj jako takový spojuje unikátním způsobem (svou stavbou) účel (hlasitost) a esteticky velmi působivý design (střídmost tvarů). 
Jak byla skřipkařská muzika svébytná dokládá tragická událost z roku 1871. Cizinci přicházející za prací na Jihlavsko nenašli ve skřipkařské muzice nikdy zalíbení. Italským barabům, stavějícím železniční trať z Havlíčkova Brodu do Rosic, se tak nelíbila skřipkařská hudba, že při selském bále v Hulové (Malý Beranov) vyhnali ze sálu muzikanty a pomalu utíkajícího basistu v hulovském kopci dostihli a ubodali noži. Mrtvolu pak omotali strunami z rozšlapaného basetu.

## Německé a české kapely
Ještě na začátku 19. století hrávalo na Jihlavsku nejméně dvacet skřipkařských muzik, které se těšily veliké oblibě jak českého, tak německého obyvatelstva. Příchodem dechovek a jiných druhů hudeb a současně i úmrtími jednotlivých skřípáků postupně tyto muziky zanikaly. Velký kus tradice byl po druhé světové válce násilně odsunut s původním německým obyvatelstvem.
Německému jazykovému ostrovu (Iglauer Sprachinsel) vděčíme pravděpodobně za uchování rarity skřípácké hudby až do 20. století (podobným osamoceným ostrovem původní tradiční kultury může být Irsko, Kréta, nebo Sardinie, kde se zachovaly také ojedinělé lidové hudební projevy.)
Často se totiž v českých pramenech dočteme, že „české muziky hráli lépe“. Míla Brtník argumentuje tím, že české skřipkaře si zvali na svatbu i němečtí sedláci. Nikdo nepamatuje, že by si Češi zvali Němce. (Podobně jako si Romové nikdy nezvali na svatbu bílé muzikanty?)
Pavel Kurfürst dokládá vyspělost české skřipkařské hudby vytříbeným „klasickým“ obsazením – vždy kvarteto. Němci prý nebyli tolik svázaní pevným počtem hráčů v kapele. Na bohaté svatbě jich prý hrálo i devět. Mezi německými muzikanty existovali, dle zpráv, i takoví, kteří chodili od muziky k muzice, kde se zrovna hrálo a přidali se, dnes by se řeklo „jamovali“. 

## Symbol patriotismu
V době, kdy skřipky svým hlasitým zvukem „konkurovaly“ přicházející vojenské dechové hudbě, staly se nástroje jakýmsi „suvenýrem“, symbolem pro jihlavský patriotismus (mnozí obyvatelé města si jej nechali vyrábět jako dekoraci do „salónu“, stylizovaného do selské jizby; podobně dodnes visí primášské skřipky po dědečkovi v kuchyni u Zámků, slavné to skřipkařské rodiny v Kozlově). Svým rozsahem, rozpukem a zánikem je fenomén skřipkařů srovnatelný s Nechanickými harfeníky.

## Současnost
Dnes hrají na skřipky pouze folklorní soubory Vysočan (Jihlava), Pramínek (Jihlava) a Podjavořičan (Telč). Na tradici svébytně navazuje také Draga Banda a Matěj Kolář.